# Academia de la Música de España
La Academia de la Música de España (ACAMUS), o simplemente, Academia de la Música, es una organización española cuyo principal objetivo es impulsar la promoción de la música española, defender a sus profesionales y analizar la situación de la industria y de la propia música española, a nivel nacional e internacional.
El 10 de junio de 2024 se otorgó la primera edición de los «Premios de la Academia de Música». Y se planea la creación de un museo nacional. 
La Academia cuenta con unos 500 miembros, todos ellos profesionales dedicados a las distintas especialidades del mundo de la música.

## Orígenes
En 2001, SGAE y AIE crean la Academia de las Artes y las Ciencias de la Música, de la que ellos mismos serían los encargados de realizar la entrega de los Premios de la Música hasta 2011. A partir de ese año dichos premios y la propia academia quedan «inactivos» por razones judiciales y sociales, hasta que el 24 de enero de 2024 se presenta la nueva Academia de la Música de España, una organización sin ánimo de lucro.
En esta nueva academia, Luis Cobos es el actual presidente, respaldado por Antonio Onetti (SGAE) que es el secretario, y Antonio Guisasola (AGEDI) el tesorero. Por otro lado, también pertenecen a la junta directiva representantes de todos los sectores, entre ellos artistas tan conocidos como Alejandro Sanz, Pablo Alborán, Luz Casal o Manuel Carrasco como vocales.

## Objetivos
Los objetivos de la Academia, tal y como aparecen en su página web, son:
1. Ser punto de convergencia y encuentro de los profesionales de la música, ya sean editores, autores, artistas, productores, técnicos, promotores..., y de otras personas cuyas actividades se desarrollan en el ámbito de la música y en las actividades musicales que concurren en el mundo del espectáculo y la grabación.
2. Intervenir en la conciliación y ayuda de múltiples objetivos que ayuden a la consideración de la música como un elemento de primera necesidad en la sociedad civil.
3. Reconocer y premiar a personas e instituciones por sus méritos en la creación, la interpretación, la producción, la protección, el estudio y el desarrollo de la música.
4. Organizar, apoyar y acordar actividades, acciones, campañas y estudios, propios y con otras asociaciones, entidades, organizaciones y grupos del sector de la música, sirviendo de nexo de unión en los temas que sean propios de su cometido.
5. Colaborar en la promoción nacional e internacional del repertorio español de música, y en la promoción de los artistas y autores, músicos todos.
6. Incentivar y premiar el estudio y la investigación de las artes y las ciencias musicales, y estimular su conservación y promoción.
7. Propiciar y apoyar la música en directo.

## Presidentes
- Luis Cobos, desde 2024.